# Eisernes Kreuz

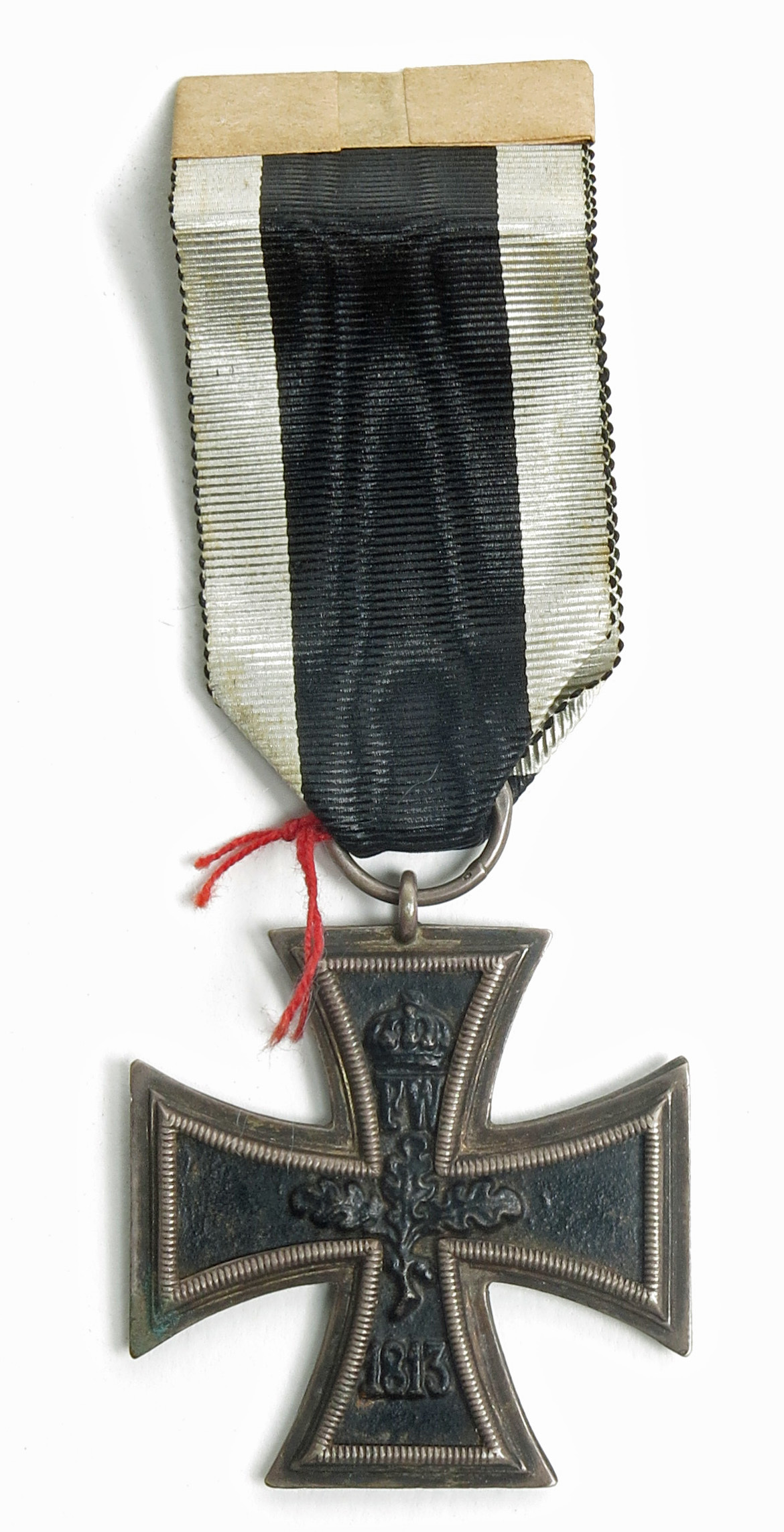
Ein Eisernes Kreuz aus dem Jahr 1813 – Revers, das Avers ist glatt

Das Eiserne Kreuz (EK) war eine ursprünglich preußische, später deutsche Kriegsauszeichnung, die vom preußischen König Friedrich Wilhelm III. am 10. März 1813 in Breslau für den Verlauf der Befreiungskriege in drei Klassen gestiftet wurde: Großkreuz, Eisernes Kreuz erster und zweiter Klasse. Das Eiserne Kreuz erster Klasse konnte nur Inhabern des Eisernen Kreuzes zweiter Klasse verliehen werden. Das erste Eiserne Kreuz verlieh Friedrich Wilhelm III. postum seiner Gemahlin Luise.
Die Stiftung des Eisernen Kreuzes wiederholte König Wilhelm I. von Preußen mit Ausbruch des Deutsch-Französischen Krieges am 19. Juli 1870. Bei Ausbruch des Ersten Weltkriegs erneuerte Wilhelm II. am 5. August 1914 die Stiftung. In seiner Eigenschaft als Deutscher Kaiser machte er das Eiserne Kreuz durch eine breit angelegte Verleihungspraxis zu einem quasi deutschen Orden. Mit der vierten Stiftung zu Beginn des Zweiten Weltkrieges durch den nationalsozialistischen Diktator Adolf Hitler wurde das Eiserne Kreuz am 1. September 1939 auch offiziell zu einer deutschen Auszeichnung, die zunächst in vier Klassen verliehen werden sollte.

## Geschichte und Form

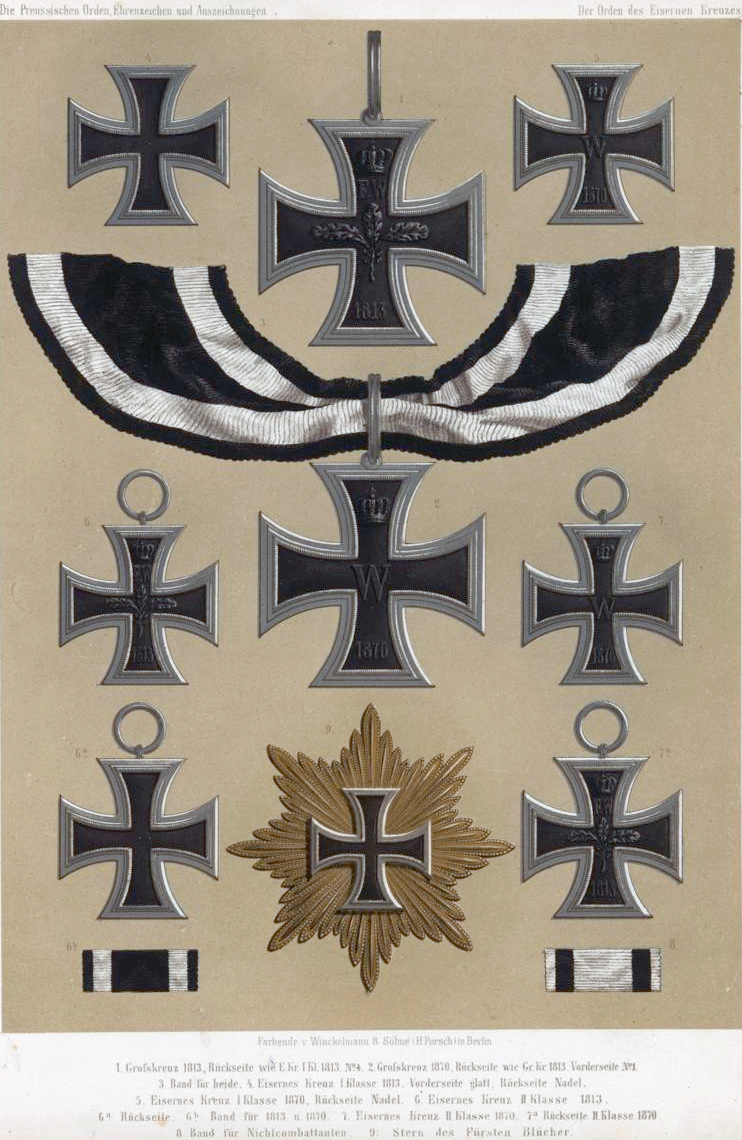
Formen von 1813 bis 1870 nach Louis Schneider

### Befreiungskriege 1813 bis 1815
Anlass der Ordensstiftung war der Beginn der Befreiungskriege gegen die Vorherrschaft des napoleonischen Frankreich in Mitteleuropa, zu denen Friedrich Wilhelm III. kurz zuvor mit seiner am 17. März 1813 gleichfalls in Breslau erlassenen Proklamation An Mein Volk aufgerufen hatte. Auf Grundlage einer Zeichnung des Königs wurde Karl Friedrich Schinkel am 13. März 1813 mit der Erstellung einer entsprechenden Reinzeichnung beauftragt. Wörtlich heißt es dazu:

„Sr. Königl. Maj. haben beschlossen, für die Dauer des jetzigen Krieges eine eigenthümliche Auszeichnung des Verdienstes eintreten zu lassen. Sie soll in einem schwarzen in Silber gefaßten Kreuz aus Gußeisen bestehen, und dessen Vorderseite ganz glatt und ohne alle Inschrift bleiben, die Kehrseite aber zu oberst den Namenszug FW mit der Krone, in der Mitte drey Eichenblätter, unter die Jahreszahl 1813 enthalten. Se. Maj. haben allerhöchstselbst die anliegende Zeichnung davon entworfen, und wünschen eine sauber ausgeführte Zeichnung.“

Friedrich Wilhelm III. stiftete 1813 in Deutschland mit dem Eisernen Kreuz eine „Auszeichnung des vaterländischen Verdienstes, das in dem jetzt ausbrechenden Kriege, entweder im Kampf mit dem Feinde oder ausserdem im Felde oder daheim, jedoch in Beziehung auf diesen grossen Kampf um Freiheit und Selbstständigkeit erworben wird“. Damit sollten erstmals alle Preußen dieselbe Auszeichnung ohne Rücksicht auf Stand, Herkunft, Dienstgrad und militärischen Rang erhalten. Unterstützend zu der beginnenden Verleihungspraxis kam hinzu, dass mit der Einführung der allgemeinen Wehrpflicht Standesunterschiede aufgeweicht wurden. Mit der Stiftung des Eisernen Kreuzes sollte auch für die Zeit des Krieges die Militärverdienstmedaille ersetzt werden und die Verleihung des Roten Adlerordens II. und III. Klasse sowie des Ordens pour le Mérite nur noch in besonderen Ausnahmefällen zulässig sein. Die Verleihung der höheren I. Klasse setzte die der II. zwingend voraus. Die Verleihung des Großkreuzes erfolgte an den siegreichen Führer einer Armee oder den Eroberer einer Festung.
Die von Friedrich Wilhelm III. eingeführte Klasseneinteilung sah vor, dass das Großkreuz als Halsorden zu tragen und die I. Klasse aus Stoff auf dem Rock des Beliehenen aufzunähen sei. Des Königs Gedanke erwies sich aber als nicht geeignet. Das Eiserne Kreuz I. und II. Klasse sollten jetzt jeweils an einem Band im Knopfloch oder an der linken Brustseite getragen werden. Zur Unterscheidung der beiden Klassen wurde zur I. Klasse zusätzlich ein Brustkreuz in Form des Eisernen Kreuzes getragen. Dieses Brustkreuz war also bei der ursprünglichen Stiftung nicht selbständig die I. Klasse des Ordens, sondern nur die zusätzliche Kennzeichnung dieser Klasse. Für das Eiserne Kreuz wurde kein neues Band geschaffen, sondern auf das in den Farben Preußens bereits vorhandene schwarze, weiß eingefasste Band des Pour le Mérite zurückgegriffen. Nichtkombattanten erhielten das Eiserne Kreuz nur in der zweiten Klasse und an einem weißen Band mit schwarzen Rändern. Die so entstandene endgültige Ausführung übernahm Karl Friedrich Schinkel. Das Material dieses Ordens, das Eisen, war symbolträchtig. Im Gegensatz zu vielen anderen üblichen Militärorden dieser Ära wurde beim Eisernen Kreuz bewusst auf wertvolle Materialien verzichtet. Die Auszeichnung aus einfachem schwarzen, mit Silber eingefassten Gusseisen stand für die ritterliche Pflichterfüllung und Zurückhaltung eines preußischen Soldaten und sollte außerdem auf das Eiserne Zeitalter der antiken Mythologie anspielen, das mit dem neuen Krieg beginnen sollte. Der preußische Staat sammelte seit dem 31. März 1813 von wohlhabenden Bürgerinnen und Adeligen Goldgeschmeide im Tausch gegen einfachen Eisenschmuck („Gold gab ich für Eisen“; „Gold zur Wehr, Eisen zur Ehr“). Der Politikwissenschaftler Herfried Münkler sieht außerdem einen Bezug zum 1812 entstandenen Vaterlandslied des patriotischen Dichters Ernst Moritz Arndt, das mit den Worten beginnt: „Der Gott, der Eisen wachsen ließ, der wollte keine Knechte…“
Auch die Form des neuen Ehrenzeichens war symbolisch aufgeladen. Bewusst wurde die Anlehnung an das Balkenkreuz des Deutschen Ordens gesucht: ein schwarzes Tatzenkreuz mit sich verbreiternden Balkenenden auf einem weißen Mantel, wie ihn die Deutschritter schon seit dem 14. Jahrhundert tragen. Damit sollte der nun beginnende Krieg in die Tradition der Kreuzzüge gerückt und so sakralisiert werden. Im Mittelpunkt der Symbolwelt um das Eiserne Kreuz stand die Ehefrau Friedrich Wilhelms III., Königin Luise. Seit ihrem Tod 1810 hatte sich um sie ein Mythos als vorbildliche Gattin, liebende Mutter, preußische Madonna und Märtyrerin gesponnen, an den der König mit dem Eisernen Kreuz anknüpfte. So datierte er die Stiftungsurkunde, die am 20. März 1813 in der Schlesischen privilegierten Zeitung abgedruckt wurde, auf den 10. März, Luises Geburtstag, zurück. Ihr wurde der neue Orden auch als erster verliehen, wenngleich nur posthum. Friedrich Wilhelm legte großen Wert auf die Verbindung seiner verstorbenen Frau mit dem neuen Orden und kritisierte seinen Hofprediger Rulemann Friedrich Eylert, weil dieser in seiner Predigt in der Potsdamer Garnisonkirche darauf zu wenig eingegangen war. Hergestellt wurden die Orden von der Königlich Preußischen Eisengießerei.

### Deutsch-Französischer Krieg 1870/1871

Nutzung des Eisernen Kreuzes als Element der Kaiserstandarte, 1871–1888

Mit Beginn des Deutsch-Französischen Krieges erneuerte König Wilhelm I. die Stiftung des Eisernen Kreuzes am 19. Juli 1870, dem Todestag seiner Mutter Luise. Es konnte nun nicht nur an Preußen, sondern an Bürger aller deutschen Bundesstaaten verliehen werden. Anlässlich des 25. Jahrestags des Sieges über Frankreich (1. September 1870), stiftete König Wilhelm II. am 18. August 1895 ein aus drei Eichenblättern bestehendes silbernes Laub (offiziell Weißmetall) mit der aufgelegten Jubiläumszahl 25, welches auf dem Ordensband des EK II zu tragen war.

### Erster Weltkrieg

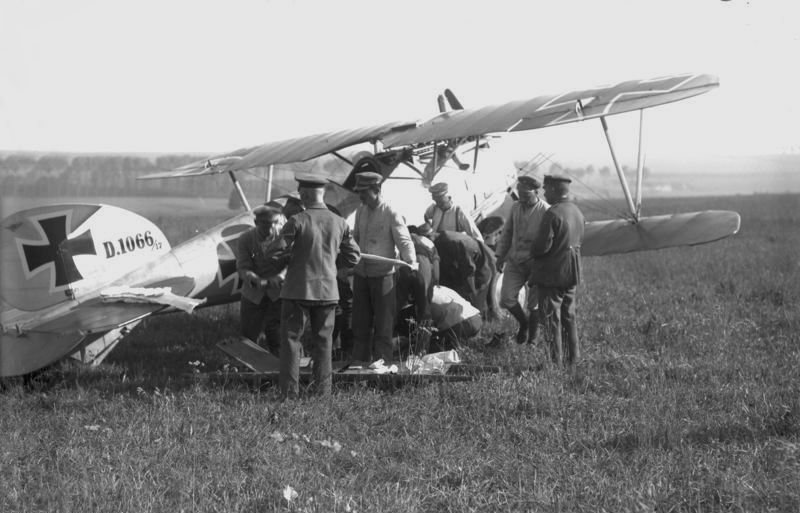
Nutzung des Eisernen Kreuzes als Kennzeichen der Luftstreitkräfte des deutschen Kaiserreichs, hier: Jagdflugzeug Albatros D.V, 1917

Die dritte Stiftung des EK nahm Wilhelm II. beim Ausbruch des Ersten Weltkriegs am 5. August 1914 vor. Die in den Jahren 1914 und 1915 erneut ausgezeichneten Inhaber des EK von 1870 erhielten laut der Order vom 4. Juni 1915 eine auf dem Bande über dem silbernen Eichenlaub (zum 25. Siegestag) zu tragende silberne Spange mit einem verkleinerten EK mit der Jahreszahl 1914. Ab dem 16. März 1915 konnte das Eiserne Kreuz an Angehörige der mit Deutschland verbündeten Staaten verliehen werden.
Nach den Richtlinien eines Erlasses des letzten preußischen Kriegsministers Walther Reinhardt vom 12. Juli 1919 wurde das Eiserne Kreuz „für Verdienste in den Kriegsjahren 1914 bis 1919“, die bis dahin unbelohnt geblieben waren, weiterverliehen. Es wurde bis zum 7. März 1925 verliehen.

### Zweiter Weltkrieg
Die vierte und letzte Stiftung des Eisernen Kreuzes erfolgte mit Beginn des Zweiten Weltkrieges am 1. September 1939. Auch hier erhielten Träger des EK von 1914 bei einer erneuten Auszeichnung kein neues EK verliehen, sondern eine Wiederholungsspange, die auf dem Bande bzw. unmittelbar über dem Originalkreuz zu tragen war.

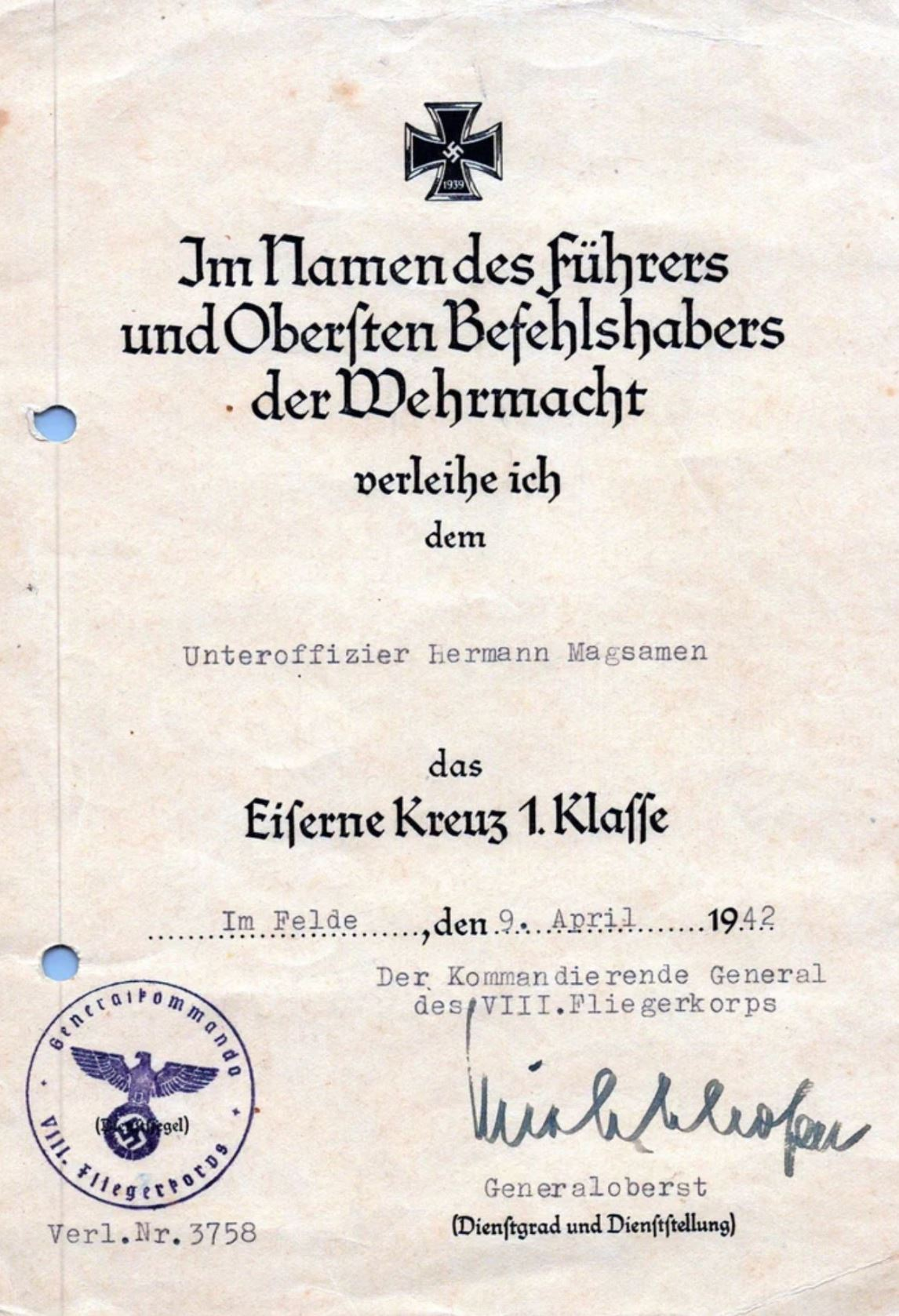
Verleihungsurkunde Eisernes Kreuz Erster Klasse an Hermann Magsamen

Seit der Erneuerung der Stiftung anlässlich des Krieges 1870/71 war das Steckkreuz als Eisernes Kreuz I. Klasse zur eigenständigen Auszeichnung geworden. Das Großkreuz des Eisernen Kreuzes war ungefähr doppelt so groß wie das der II. und I. Klasse. Die Form des Großkreuzes wurde 1939 für das Ritterkreuz des Eisernen Kreuzes übernommen, dieses war allerdings kleiner als das Großkreuz, jedoch größer als das II. und I. Klasse. Das Eiserne Kreuz war bei seiner ursprünglichen Stiftung 1813 auf der Vorderseite glatt. Bei den späteren Stiftungserneuerungen trug es stets reliefartig das jeweilige Stiftungsdatum (1870, 1914 und 1939) im unteren Kreuzarm, die preußische Königskrone im oberen Kreuzarm und das Monogramm des Monarchen Wilhelm I. bzw. Wilhelm II., bzw. das Hakenkreuz (1939) in der Mitte der Vorderseite. Die Rückseite zeigt in den Fassungen von 1813, 1870 und 1914 im unteren Kreuzarm das Jahr der ursprünglichen Stiftung 1813, in der Mitte ein Eichenlaub und im oberen Kreuzarm das gekrönte Monogramm des Königs Friedrich Wilhelm III. Hitler verzichtete bei der erneuten Stiftung 1939 auf seine Initialen als Führer und Oberbefehlshaber der Wehrmacht, die auf ihn persönlich vereidigt war. Stattdessen wurde das Hakenkreuz, das Symbol des NS-Staates, in die Mitte des traditionsreichen Ordens eingefügt und von der Rückseite wurden das Monogramm Königs Friedrich Wilhelms III. und das Eichenlaub entfernt. Das Verhältnis zwischen EK I und EK II wurde von der Ordensabteilung des Heerespersonalamts mit 1:8 festgelegt.

## Trageweise
Die II. Klasse wurde seit ihrer Erststiftung vollständig am Bande im zweiten Knopfloch der Uniformjacke getragen. Seit Mitte des 19. Jahrhunderts wurde der Orden nur noch am Verleihungstage in voller Größe, später nur zu besonderen Anlässen angelegt. Das Ordensband wurde als Zeichen der Trägerschaft an gleicher Stelle mit dem Stoff der Jacke vernäht. Gegen Ende des 19. Jahrhunderts kam das Tragen von großen und kleinen Ordensspangen auf, bei denen im Normalfall ebenfalls nur das Band auf einem Messing- oder Blechträger auch am Zivilanzug getragen wurde.
Die I. Klasse, das Ritterkreuz und das Großkreuz wurden stets in der Originalform an der linken Brust bzw. am Halsband getragen.

## Historische Bedeutung
Die obere Klasse des Eisernen Kreuzes gehörte von 1813 bis 1918 zu den höchsten preußischen Kriegsauszeichnungen. Darüber rangierte lediglich der Königliche Hausorden von Hohenzollern mit Schwertern sowie der Orden Pour le Mérite (franz: Für das Verdienst; Spitzname „Blauer Max“), die aber ausschließlich Offizieren vorbehalten blieben. Mannschaften und Unteroffiziere wurden hingegen mit dem Goldenen Militärverdienstkreuz ausgezeichnet. Im Dritten Reich war ab 1939 das Ritterkreuz des Eisernen Kreuzes mit seinen weiteren Stufen die höchste Kriegsauszeichnung für alle Dienstgradgruppen.
Auch wenn es viele andere Kriegsauszeichnungen anderer Teilstaaten des Deutschen Reiches für die Teilstreitkräfte oder Waffengattungen gab, so reichten diese von der persönlichen Bedeutung und der gesellschaftlichen Anerkennung zu keiner Zeit an die Verleihung eines Eisernen Kreuzes.
Das Eiserne Kreuz war der erste rein militärische und nach der französischen Ehrenlegion der zweite europäische Verdienstorden, der ohne Ansehen von Stand und Dienstgrad vergeben wurde.

## Überblick über die Stiftungsdaten

### Ab 1813
Von 1813 bis 1918 unterschied man aufsteigend drei Stufen:
1. Eisernes Kreuz II. Klasse (EK II) (mit schwarz-weißem Band)
2. Eisernes Kreuz I. Klasse (EK I) (mit schwarz-weißem Band und Brustkreuz (1813, s. o.) bzw. Steckkreuz)
3. Großkreuz des Eisernen Kreuzes (Halsband)

|                                            |                                              |                                                          |                                                  |
| Eisernes Kreuz II. Klasse 1813 (Rückseite) | Brustkreuz zum Eisernen Kreuz I. Klasse 1813 | Großkreuz des Eisernen Kreuzes 1813 (Rückseite) (Replik) | Stern zum Großkreuz 1813 (Blücherstern) (Replik) |

|                                |                                                         |                               |                                              |
| Eisernes Kreuz II. Klasse 1870 | Eisernes Kreuz II. Klasse 1870 mit Jubiläumsspange „25“ | Eisernes Kreuz I. Klasse 1870 | Großkreuz des Eisernen Kreuzes 1870 (Replik) |

| Abbildungen der Eisernen Kreuze mit Stiftungsdatum (1914) | Abbildungen der Eisernen Kreuze mit Stiftungsdatum (1914) | Abbildungen der Eisernen Kreuze mit Stiftungsdatum (1914) | Abbildungen der Eisernen Kreuze mit Stiftungsdatum (1914) | Abbildungen der Eisernen Kreuze mit Stiftungsdatum (1914) | Abbildungen der Eisernen Kreuze mit Stiftungsdatum (1914) | Abbildungen der Eisernen Kreuze mit Stiftungsdatum (1914) |
| --------------------------------------------------------- | --------------------------------------------------------- | --------------------------------------------------------- | --------------------------------------------------------- | --------------------------------------------------------- | --------------------------------------------------------- | --------------------------------------------------------- |
|                                                           |                                                           |                                                           |                                                           |                                                           |                                                           |                                                           |
| Eisernes Kreuz II. Klasse 1914 (Vorder- und Rückseite)    | Eisernes Kreuz I. Klasse 1914                             | Miniatur-EK für Knopfloch am Frack 1914                   | Miniatur-EK für Knopfloch am Frack 1914 – Rückseite       | Großkreuz des Eisernen Kreuzes 1914 (Replik)              | Stern zum Großkreuz 1914 (Hindenburgstern) (Replik)       |                                                           |

#### Eisernes Kreuz am weißen Band

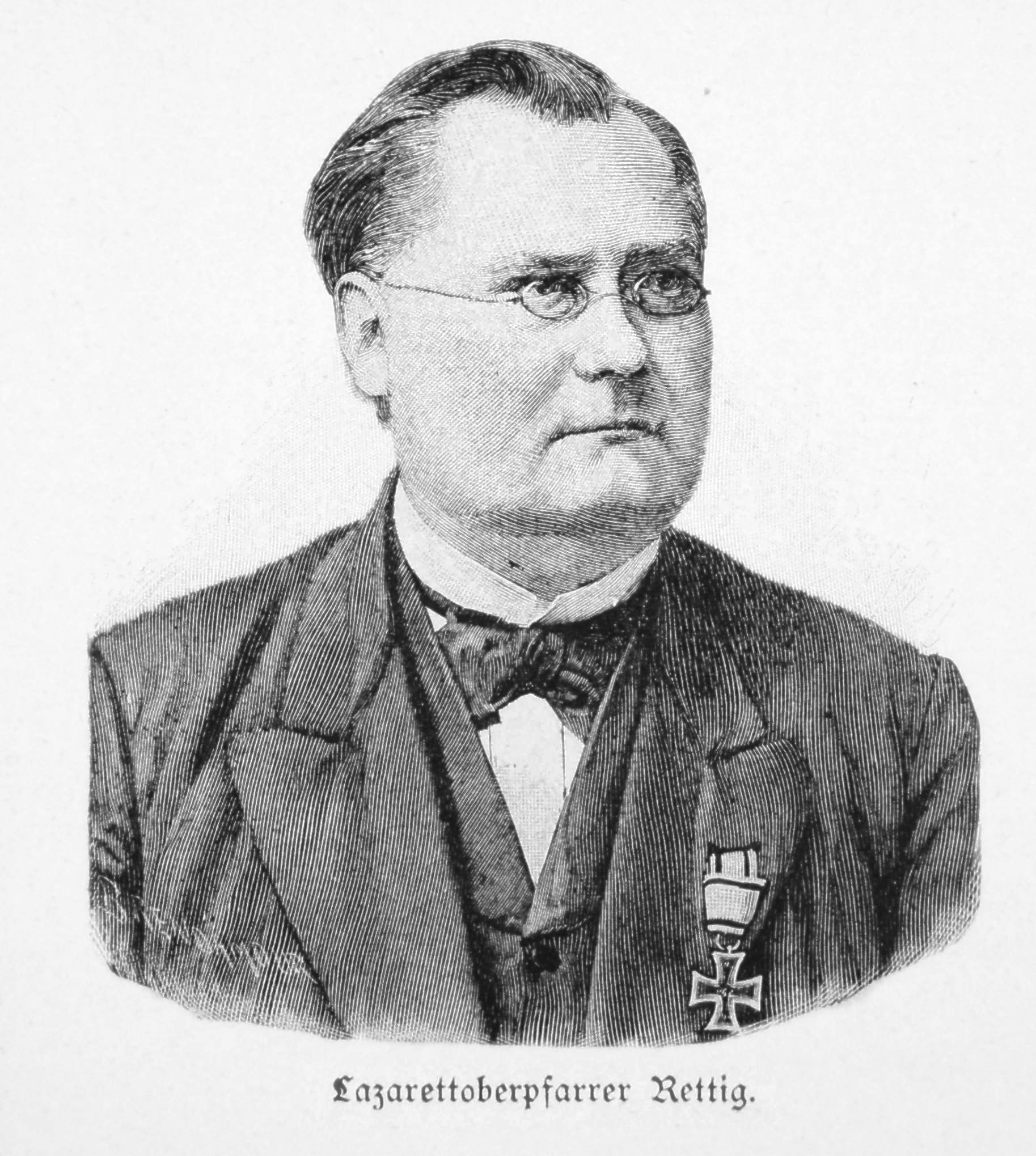
Träger des Eisernen Kreuzes am weißen Bande (1870): Lazarettoberpfarrer Rettig

Obwohl die Würdigung militärischer Leistungen im Vordergrund stand, konnten Nichtkombattanten mit dem Eisernen Kreuz zweiter Klasse ausgezeichnet werden. Dieser Personenkreis konnte für seine Leistungen, die nicht mit aktiven Kampfhandlungen im Zusammenhang standen, das Eiserne Kreuz an einem weißen, schwarz eingefassten Band erhalten. Bis 1819 wurden insgesamt 371 Nichtkämpfer mit dieser Auszeichnung beliehen. Als erster erhielt General Anton Wilhelm von L’Estocq das Kreuz II. Klasse. Ihm folgten weitere 36 Offiziere sowie drei fürstliche und sechs zum Hofstaat zählende Personen. Außerdem acht Minister, 23 Oberpräsidenten, Präsidenten und Vizepräsidenten, sieben Diplomaten, 97 sonstige Verwaltungsbeamte, 31 Gutsbesitzer, neun Domänenpächter, 70 Ärzte, 56 Beamte der Militärverwaltung, neun kommunale Beamte, elf Personen aus der Wirtschaft sowie vier Professoren. Im Gegensatz zu Verleihungen für Militärverdienste konnte das Eiserne Kreuz am weißen Band nicht vererbt werden.
Auch bei der Neustiftung des Eisernen Kreuzes 1870 und 1914 konnte das Eiserne Kreuz zweiter Klasse wieder am weißen Bande verliehen werden. Im Laufe des Ersten Weltkriegs kam dafür der pejorative Name „Schieberkreuz“ auf, da es sich bei den Empfängern häufig um Personen aus der Rüstungsindustrie oder der Logistik handelte.

#### Blücherstern und Hindenburgstern

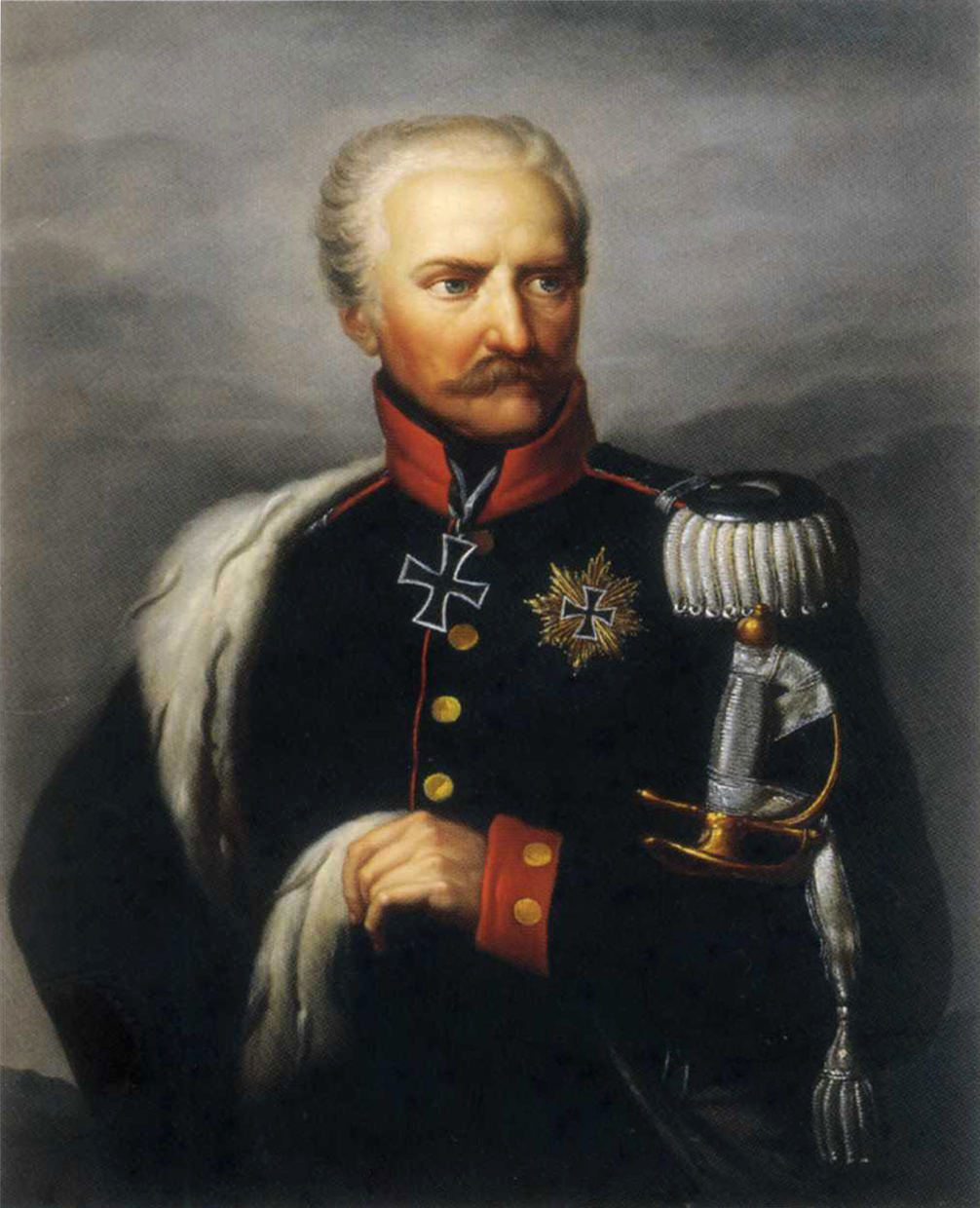
Gebhard Leberecht von Blücher mit Großkreuz und Blücherstern

Die preußischen Generalfeldmarschälle Blücher und Hindenburg erhielten für ihre außergewöhnlichen Verdienste jeweils eine eigens für sie geschaffene Stufe des Eisernen Kreuzes. Bei dieser lag das Kreuz auf einem goldenen achtstrahligen Stern. Diese nur zweimal verliehen Kreuze hießen nach ihren Trägern Blücherstern bzw. Hindenburgstern. Die Sterne befanden sich bis zur Auslagerung der Museumsbestände am Ende des Zweiten Weltkriegs 1945 in der Sammlung des Berliner Zeughauses. Danach galten sie als verschollen. Im Jahre 2007 klärte sich der Verbleib des Blüchersterns. In diesem Jahr erschien ein Bestandskatalog der Museen des Moskauer Kremls und des Staatlichen Historischen Museums der Stadt mit dem Hinweis, dass sich der Stern sowie das Großkreuz Blüchers im Besitz des Staatlichen Historischen Museums befinden.

### Zweiter Weltkrieg
Im Zweiten Weltkrieg führte Hitler das Eiserne Kreuz als Kriegsauszeichnung wieder ein. Etwas dicker gefertigt, erhielt es die Jahreszahl 1939 auf die Vorderseite (1813 kam auf die Rückseite) und in die Mitte das Hakenkreuz. Es wurde nun nicht mehr wie nach preußischer Tradition am schwarz-weißen Band, sondern an einem (von außen nach innen gesehen) schwarz-weiß-roten Band getragen. Die Stiftungen von 1813, 1870 und 1914 schlossen sowohl „Tapferkeit vor dem Feind“ als auch Verdienste ohne Kampfeinsatz in die Verleihungsbestimmungen ein. Die Stiftung von 1939 schloss Nicht-Kombattanten erstmals von der Verleihung aus; für sie und für Kombattanten im rückwärtigen Frontgebiet bzw. an der „Heimatfront“ wurde das Kriegsverdienstkreuz gestiftet.
Für Soldaten, die bereits im Ersten Weltkrieg mit dem Eisernen Kreuz ausgezeichnet worden waren, wurde wiederum eine Wiederholungsspange geschaffen. Diese wurde für das EK II 1914 auf dem Band und für das EK I 1914 über dem EK I (d. h. auf die Brusttasche gesteckt) getragen. Die Größe der Spange ist so angepasst, dass das Feld mit der Jahreszahl wie eine unmittelbare Fortsetzung des oberen Kreuzarmes aussieht. Die Spange selbst ist silberfarben und besteht aus dem damaligen Hoheitszeichen, einem stilisierten Adler mit ausgebreiteten Schwingen, darunter die Jahreszahl 1939. Die sogenannte 1957er Version der Spange zum EK besteht aus der durch eine EK-Miniatur geteilten Jahreszahl 1939. Die Spangen zum EK I bzw. EK II unterscheiden sich grundsätzlich dahingehend, dass die Schwingen der Spange des EK I über den Jahreszahlschild hinausragen.

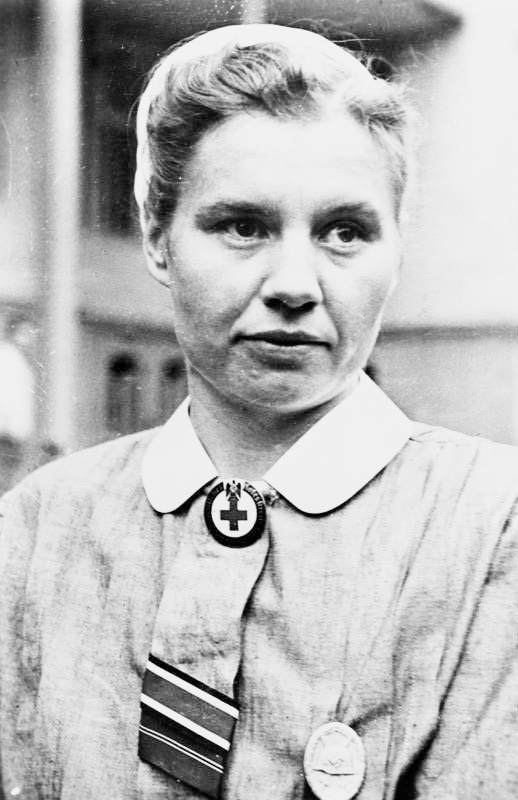
DRK-Schwester Elfriede Wnuk aus Mingfen, die als zweite Frau mit dem EK II ausgezeichnet wurde

In Einzelfällen wurden auch Frauen mit dem EK II ausgezeichnet. Die Testpilotin Hanna Reitsch bekam als erste Frau 1941 das EK II. Sie wurde 1942 auch als einzige Frau überhaupt mit dem EK I ausgezeichnet. Bei den anderen Frauen, welche das EK II verliehen bekamen, handelte es sich meist um DRK-Schwestern, was auch bei Elfriede Wnuk und Marga Droste der Fall war, die als zweite bzw. dritte Frau ausgezeichnet wurden.
In der Zeit von 1939 bis 1945 unterschied man aufsteigend vier Stufen:
1. Eisernes Kreuz II. Klasse (EK II) (mit schwarz-weiß-rotem Band)
2. Eisernes Kreuz I. Klasse (EK I) (Steckkreuz)
3. Ritterkreuz des Eisernen Kreuzes und dessen höhere Stufen
4. Großkreuz des Eisernen Kreuzes

| Abbildungen der Eisernen Kreuze mit Stiftungsdatum (1939)                                         | Abbildungen der Eisernen Kreuze mit Stiftungsdatum (1939) |
| ------------------------------------------------------------------------------------------------- | --------------------------------------------------------- |
| Wiederholungsspange zum Eisernen Kreuz II. Klasse 1939                                            |                                                           |
| Wiederholungsspange zum Eisernen Kreuz I. Klasse 1939                                             |                                                           |
| Eisernes Kreuz II. Klasse 1939                                                                    |                                                           |
| Eisernes Kreuz I. Klasse 1939                                                                     |                                                           |
| Ritterkreuz des Eisernen Kreuzes 1939 (Replik)                                                    |                                                           |
| Ritterkreuz des Eisernen Kreuzes 1939 mit Eichenlaub (Replik)                                     |                                                           |
| Ritterkreuz des Eisernen Kreuzes 1939 mit Eichenlaub und Schwertern (Replik)                      |                                                           |
| Ritterkreuz des Eisernen Kreuzes 1939 mit Eichenlaub, Schwertern und Brillanten (Replik)          |                                                           |
| Ritterkreuz des Eisernen Kreuzes 1939 mit Goldenem Eichenlaub, Schwertern und Brillanten (Replik) |                                                           |
| Großkreuz des Eisernen Kreuzes 1939 (Replik)                                                      |                                                           |
| Stern zum Großkreuz 1939 (Replik)                                                                 |                                                           |

Das Ritterkreuz, 1939 gestiftet, wurde an einem breiten Band um den Hals getragen (das Ordensstatut sah vor, dass der Orden auf dem flachgebundenen Krawattenknoten liegen muss) und übernahm faktisch die Rolle des bis 1918 verliehenen preußischen Pour le Mérite, der nur an Offiziere vergeben wurde (für Mannschaften und Unteroffiziere wurde bis 1918 das Goldene Militär-Verdienst-Kreuz vergeben). Im Verlauf des Krieges traten als Steigerung der Auszeichnung bei weiteren Verdiensten nacheinander Eichenlaub (816 Verleihungen), Schwerter (157 Verleihungen) und Brillanten (27 Verleihungen) zum RK hinzu, die auf dem Tragering des Ordensbandes angebracht wurden. Als weitere Steigerung, die nur ein einziges Mal verliehen wurde, erhielt am 1. Januar 1945 der Stuka-Pilot Hans-Ulrich Rudel das Ritterkreuz des Eisernen Kreuzes mit goldenem Eichenlaub, Schwertern und Brillanten. Die letzte Steigerung war das Großkreuz. Dieser Orden wurde in der Zeit von 1939 bis 1945 ebenfalls nur einmal verliehen, an Hermann Göring, Oberbefehlshaber der Luftwaffe und Reichsmarschall.
1942 ordnete Hitler an, dass Träger des Ritterkreuzes als Auszeichnung von allen militärischen Dienstgraden (auch Generälen) unabhängig vom Dienstgrad des Trägers zuerst zu grüßen seien.
Die US Army beschlagnahmte am Ende des Krieges in Österreich eine Sonderstufe des Großkreuzes mit Stern, ähnlich dem 1813 und 1914 Blücher- bzw. Hindenburgstern. Diese Auszeichnung ist nicht zur Verleihung gekommen; für wen sie vorgesehen war, ist unbekannt. Das Großkreuz Görings sowie der nie verliehene Stern befinden sich in den Archiven der US-Militärakademie in West Point.

## Verleihungszahlen
| Großkreuz des Eisernen Kreuzes   | 1813/15 | 5 Verleihungen: Blücher, Bülow, Kronprinz Karl Johann, Tauentzien, Yorck |
| Großkreuz des Eisernen Kreuzes   | 1870/71 | 8 Verleihungen: Friedrich Wilhelm von Preußen, Friedrich Karl von Preußen (1828–1885), Albert von Sachsen, Edwin von Manteuffel, Helmuth von Moltke, August von Goeben, August von Werder, Friedrich Franz II. |
| Großkreuz des Eisernen Kreuzes   | 1914/18 | 4 Verleihungen: von Hindenburg, von Mackensen, Leopold von Bayern, Ludendorff |
| Großkreuz des Eisernen Kreuzes   | 1939/45 | 1 Verleihung: Göring |
| Ritterkreuz des Eisernen Kreuzes | 1939/45 | 8.397 Verleihungen (alle Stufen) |
| Eisernes Kreuz I. Klasse         | 1813/15 | 668 Verleihungen |
| Eisernes Kreuz I. Klasse         | 1870/71 | 1.302 Verleihungen |
| Eisernes Kreuz I. Klasse         | 1914/18 | ca. 218.000 Verleihungen |
| Eisernes Kreuz I. Klasse         | 1939/45 | ca. 300.000 Verleihungen |
| Eisernes Kreuz II. Klasse        | 1813/15 | 8.542 (+ 7.000 Anwärter) + 371 am weiß-schwarzen Band |
| Eisernes Kreuz II. Klasse        | 1870/71 | 47.812 Verleihungen inklusive 4.084 Verleihungen am weiß-schwarzen Band |
| Eisernes Kreuz II. Klasse        | 1914/18 | ca. 5.196.000 Verleihungen zzgl. 13.000 Verleihungen am weiß-schwarzen Band |
| Eisernes Kreuz II. Klasse        | 1939/45 | ca. 3.000.000 Verleihungen |

## Eiserne Kreuze ab 1945

### Bundeswehr

Das Eiserne Kreuz als Signet der Bundeswehr

Seit 1945 kam es nicht zur Stiftung einer Kriegsauszeichnung durch einen Bundespräsidenten. Jedoch bestimmte am 1. Oktober 1956 Theodor Heuss das Eiserne Kreuz wegen seiner identitätsstiftenden Tradition zum Erkennungszeichen für die Luftfahrzeuge und Kampffahrzeuge der Bundeswehr. So stellt es seither in allen Teilstreitkräften das Hoheitszeichen dar (z. B. an gepanzerten Fahrzeugen und an Luftfahrzeugen). Die Truppenfahnen der Bundeswehr tragen in ihrer Spitze ein durch goldenes Eichenlaub umfasstes Eisernes Kreuz. Auch die Ehrenzeichen der Bundeswehr (Ehrenmedaille, Ehrenkreuz in Bronze, Silber oder Gold, Ehrenkreuz für Tapferkeit) zeigen ein stilisiertes Eisernes Kreuz, das damit als Symbol für Freiheitsliebe, Ritterlichkeit und Tapferkeit erscheint. Ebenso wird es auf Briefen, Visitenkarten und im Rahmen der Öffentlichkeitsarbeit als „Dachmarke“ der Bundeswehr verwendet. Das Eiserne Kreuz als Symbol findet sich in vielen Verbandsabzeichen der Bundeswehr, beispielsweise:

Verbandsabzeichen des Panzerbataillons 403 (außer Dienst gestellt)
Verbandsabzeichen des Panzerbataillons 413
Verbandsabzeichen des Panzerbataillons 524
Internes Verbandsabzeichen des Standortkommandos Berlin
Verband der Reservisten der Deutschen Bundeswehr
Logo des Soldatenhilfswerk der Bundeswehr

### Petition zur Wiedereinführung 2007
Im Frühjahr 2007 wurde im Deutschen Bundestag eine Petition zur Wiedereinführung des Eisernen Kreuzes als Tapferkeitsauszeichnung der Bundeswehr für die Auslandseinsätze initiiert. Diese Petition wurde innerhalb der vorgeschriebenen Zweimonatsfrist von mehr als 5.000 Personen unterzeichnet. Der Deutsche Bundestag beriet die Petition und beschloss am 13. Dezember 2007, die Petition an die Bundesregierung – hier: das Bundesministerium der Verteidigung (BMVg) – zu überweisen. Er folgt damit der Beschlussempfehlung des Petitionsausschusses (BT-Drucksache 16/7494).
Der Präsident des Reservistenverbandes, Ernst-Reinhard Beck (CDU), schlug vor, für den Orden die Form des Eisernen Kreuzes zu verwenden. Er begründete dies mit der Aussage, dass das Symbol von allen Fahr- und Flugzeugen sowie Schiffen der Bundeswehr getragen werde und in Krisenregionen mittlerweile zu einem Zeichen der Hoffnung, der Hilfe und der Solidarität avanciert sei, für das man sich nicht schämen müsse. Dies stieß aufgrund seiner Wiedereinführung durch das nationalsozialistische Regime weitgehend auf Ablehnung. Am 6. März 2008 billigte der damalige Bundespräsident Horst Köhler den Vorschlag des Verteidigungsministers Franz Josef Jung (CDU) zu einem Orden für „außergewöhnlich tapfere Taten“. An eine Wiederbelebung des Eisernen Kreuzes sei aber nicht gedacht, vielmehr an eine Erweiterung des vorhandenen Ehrenzeichens der Bundeswehr. Als Resultat wurde am 10. Oktober 2008 das Ehrenkreuz der Bundeswehr für Tapferkeit gestiftet.

### Veteranenabzeichen (seit 2019)
Das, 2019 erstmals verliehene, Veteranenabzeichen der Bundeswehr ist in Form eines kleinen, silbermetallischen Eisernen Kreuzes (dem Hoheitszeichen der Bundeswehr) gestaltet, in dessen Mitte der Bundesadler abgebildet ist. Die Größe beträgt 17 × 17 mm. 

### Gesetzliche Lage zur zivilen Verwendung
Laut dem deutschen Ordensgesetz vom 26. Juli 1957 ist das Tragen des EK aus dem Zweiten Weltkrieg ausschließlich ohne Hakenkreuz und mit Nachweis seines berechtigten Erwerbes erlaubt. Veteranen können sich hierzu Eiserne Kreuze – auch als Miniatur – auf eigene Kosten beschaffen, auf denen das Hakenkreuz durch einen Eichenlaubzweig ersetzt ist, wie es auch schon das erste Eiserne Kreuz von 1813 zierte. Einziger bekannter deutscher Hersteller und Vertreiber ist die Firma Steinhauer & Lück aus Lüdenscheid. Abzeichen mit nationalsozialistischen Emblemen dürfen in der Öffentlichkeit nicht getragen werden. Der Besitz von Originalen ist erlaubt. Bei Verwendung und Handel sind § 86 und § 86a StGB zu beachten. Dort wird klar zwischen verbotenen (z. B. zur nationalsozialistischen Propaganda) und erlaubten (z. B. für kulturhistorische Sammlungen oder wissenschaftliche Zwecke) Tatbeständen unterschieden.

### Verwendung in der Popkultur und in der extremen Rechten

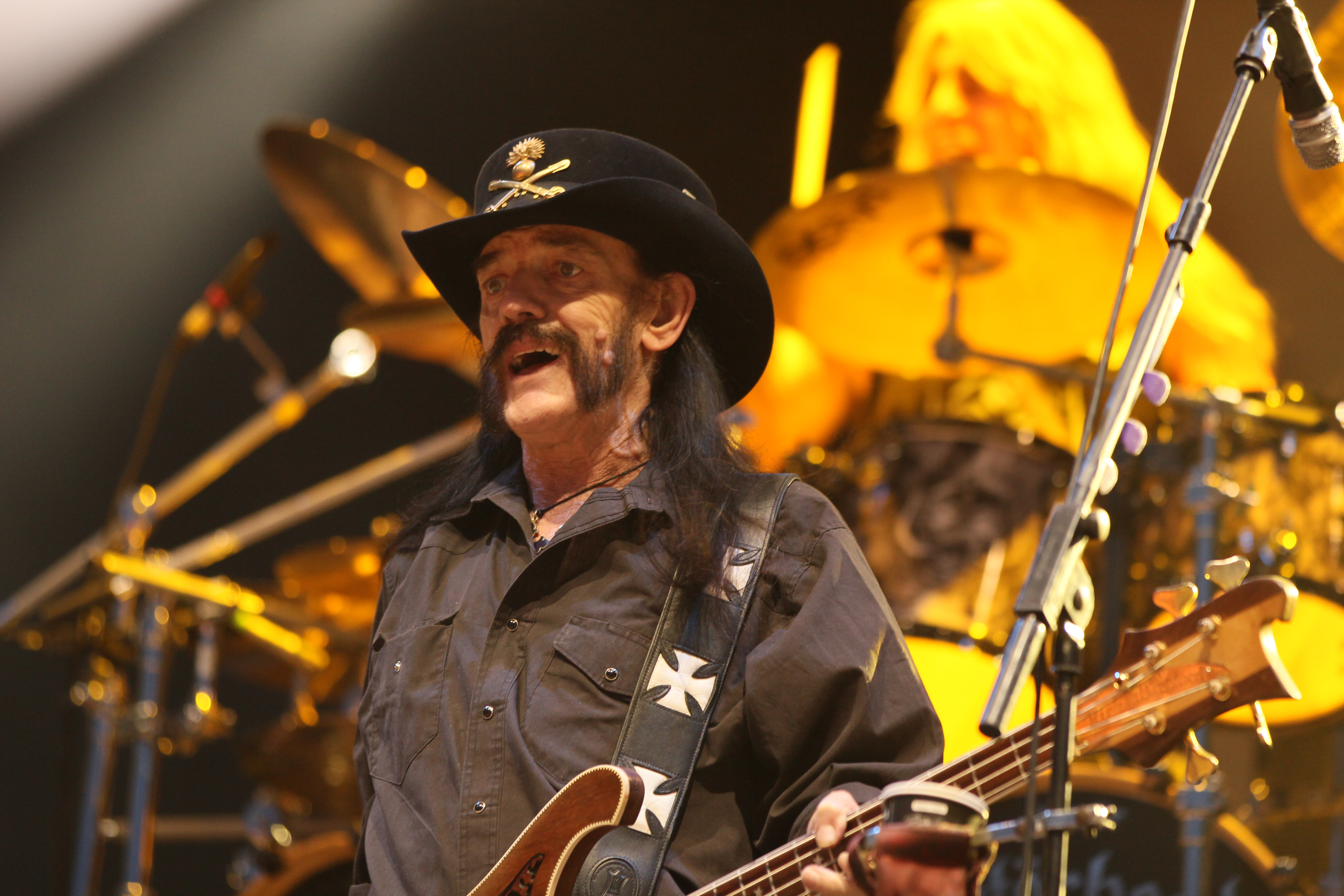
Lemmy Kilmister mit Eisernem Kreuz auf dem Gitarrengurt

In den späten 1960er Jahren wurde das Eiserne Kreuz zunehmend als Symbol in der Pop- und Subkultur verwendet. Den Anfang machten dabei amerikanische Subkulturen wie die Biker-, die Muscle-Car-Szene und Rockmusiker. Wie viele Trends setzte sich dieser Gebrauch später auch in Europa durch.
Die englische Rock-Band Motörhead verwendete das Symbol als Teil ihres Maskottchens Snaggletooth. Sänger und Bassist Lemmy Kilmister trug Eiserne Kreuze als Halsschmuck und auf dem Gitarrengurt.
Andreas Gabalier besang in Mein Bergkamerad „eine Freundschaft, die ein Männerleben prägt, wie ein eisernes Kreuz, das am höchsten Gipfel steht.“ Michael Fischer vom Zentrum für Populäre Kultur und Musik bezeichnete das als „gewollte Provokation“, die kaum ein naiver Zufall sein könne.
Die Agentur für soziale Perspektiven konstatiert: Das Eiserne Kreuz sei neben dem Thorshammer „das am häufigsten gezeigte Symbol der extremen Rechten“. Zwar sei es je nach Kontext „kein explizit rechtes Bekenntnis, doch stets ein Symbol für Militarismus und martialische Männlichkeit.“
Filme: Steiner – Das Eiserne Kreuz und Steiner – Das Eiserne Kreuz, 2. Teil.

## Weitere Verwendung

### „Gold gab ich für Eisen“

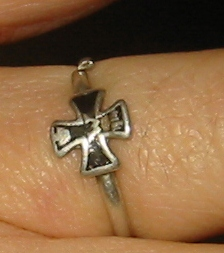
Ring im Eisernem-Kreuz-Motiv für Frauen, die ihren Schmuck für Kriegszwecke spendeten (Rückseite: „Gold gab ich für Eisen“)

Die Symbolik des Eisernen Kreuzes wurde ab 1813, nach dem Aufruf von Prinzessin Marianne von Preußen an alle Frauen Preußens, ihren Goldschmuck abzugeben, auch für ehrende Schmuckstücke, meist mit der Aufschrift „Gold gab ich für Eisen“, verwendet. Der Aufruf wurde im Ersten Weltkrieg wiederholt. Trauringe, Broschen und Schmuckringe (zum Teil die Symbolik des Eisernen Kreuzes unmittelbar aufgreifend) wurden an die spendenwilligen Bürger als Gegengabe für ihren Goldschmuck ausgegeben. Das Deutsche Rote Kreuz sammelte an zahlreichen Orten während des Krieges jeweils Spenden mit einer übergroßen hölzernen Replik (190 × 190 cm und 14 cm dick), in die eiserne oder silberne Nägel entsprechend der Spendenhöhe eingeschlagen werden konnten (Darmstadt, Heidelberg, Saarbrücken). Dieses „Kreuz in Eisen“ diente als „vaterländische Attraktion“, um Spender gleichzeitig für diese Spenden zu gewinnen und durch die öffentliche Form wiederum als Spender auszuzeichnen.

### Reichskriegsflagge
Verschiedene Reichskriegsflaggen von 1871 bis 1945 beinhalteten ein Eisernes Kreuz.

### Österreichisch-Ungarische Luftwaffe
Auch die k.u.k. Luftfahrtruppen der Armee Österreich-Ungarns benutzten ein modifiziertes Eisernes Kreuz (schwarzes Tatzenkreuz), welches in der österreichischen Monarchie seit den Napoleonischen Kriegen in Verwendung war, von 1915 bis 1918 als Hoheitssymbol für ihre Flugzeuge. 1918 wurde es noch einmal zu einem schwarzen Balkenkreuz verändert.

### Kriegsmarine
Das Unterseeboot U 9 war aufgrund einer Anordnung des Oberbefehlshabers der Kriegsmarine Erich Raeder, die er im Frühjahr 1936 erteilt hatte, berechtigt, an beiden Seiten des Turmes das Eiserne Kreuz zur Erinnerung an seinen Vorgänger im Ersten Weltkrieg SM U 9 in Form eines Anstriches anzubringen, da dieses kaiserliche Boot auch schon das EK am Turm führte. Weitere Schiffe der Kriegsmarine, die berechtigt waren, das EK zu führen, waren der Leichte Kreuzer Emden, als Nachfolger der ersten Emden, und das Vermessungsschiff Meteor.

### Stadtwappen
Das Eiserne Kreuz findet sich in einigen Stadtwappen:

Gemeindewappen Großbeeren
Wappen des Berliner Ortsteils Hohenschönhausen
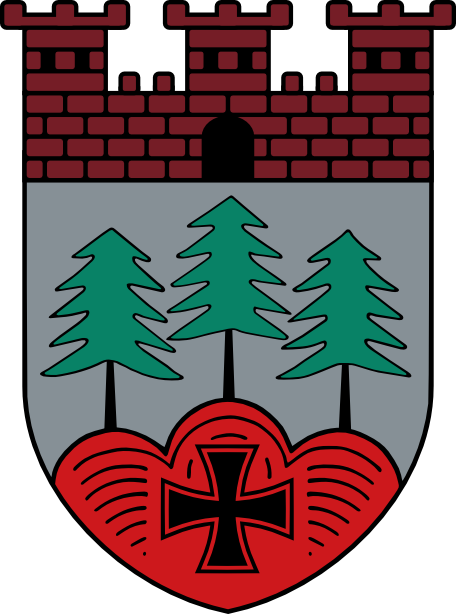
Das alte Wappen von Tannenberg (1916–1945)
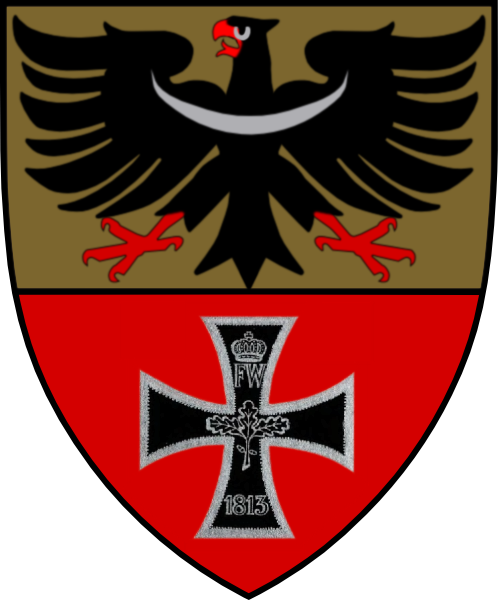
Das in der NS-Zeit geführte Wappen von Breslau (1938–1945)

### Gedenkorte
Der Name des Berliner Bezirks Kreuzberg ging auf das 1821 von Schinkel entworfene und mit einem Eisernen Kreuz bekrönte Nationaldenkmal für die Befreiungskriege zurück, nach dessen Errichtung wiederum der Tempelhofer Berg in Kreuzberg umbenannt worden war.
Auf dem Gedenkstein im Hauptraum der Ehemaligen Friedhofskapelle in Tettnang ist ein Eisernes Kreuz abgebildet.

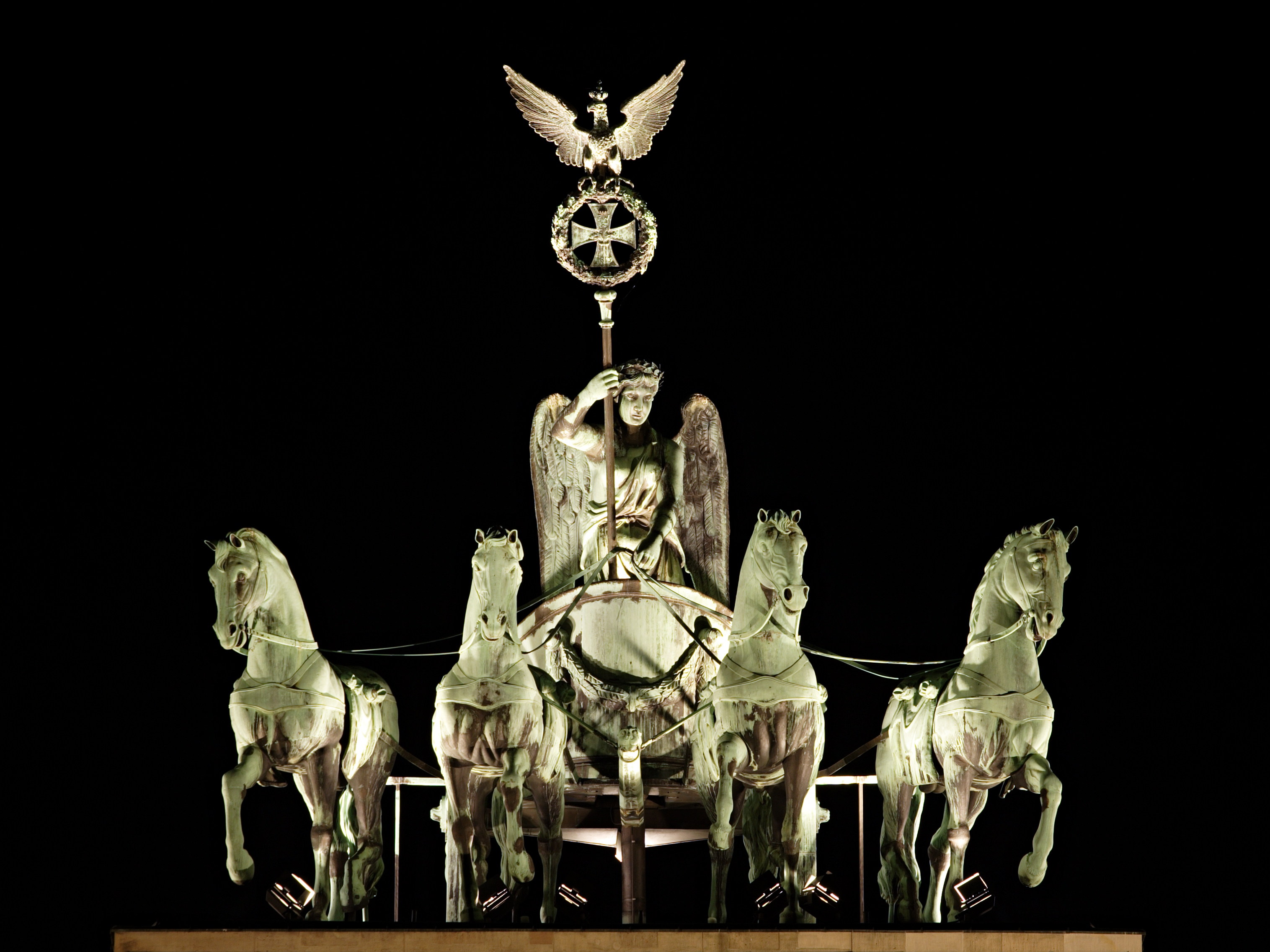
Brandenburger Tor, Göttin Victoria hält im Lorbeerkranz das Eiserne Kreuz
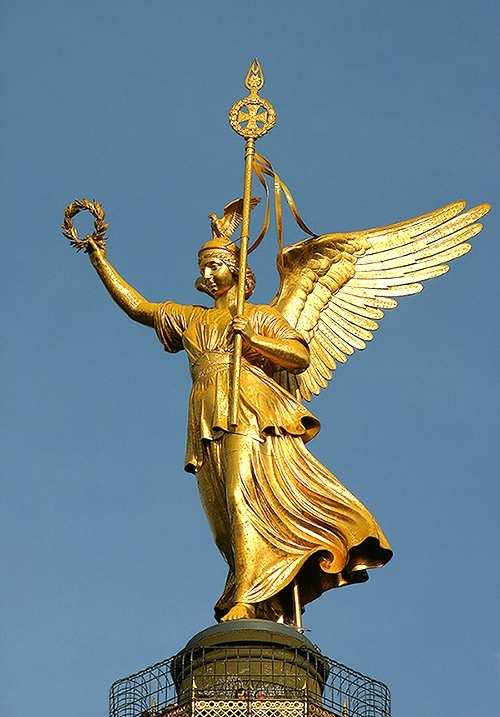
Berliner Siegessäule mit Göttin Victoria
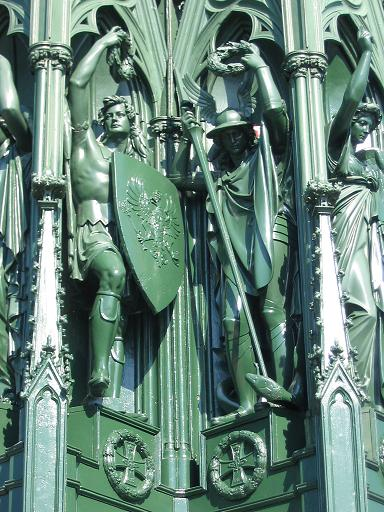
Nationaldenkmal in Berlin-Kreuzberg
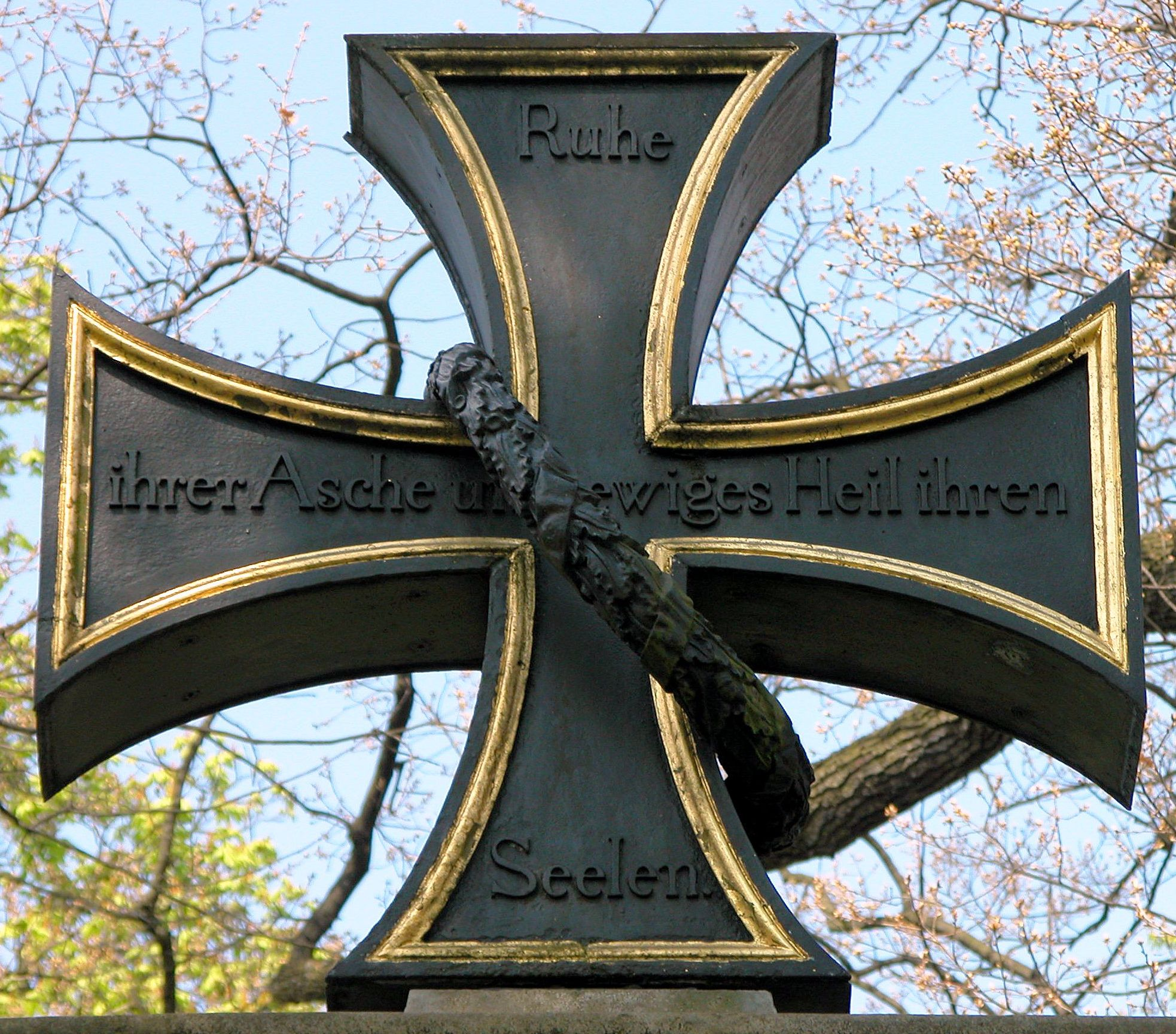
Schill-Denkmal Braunschweig
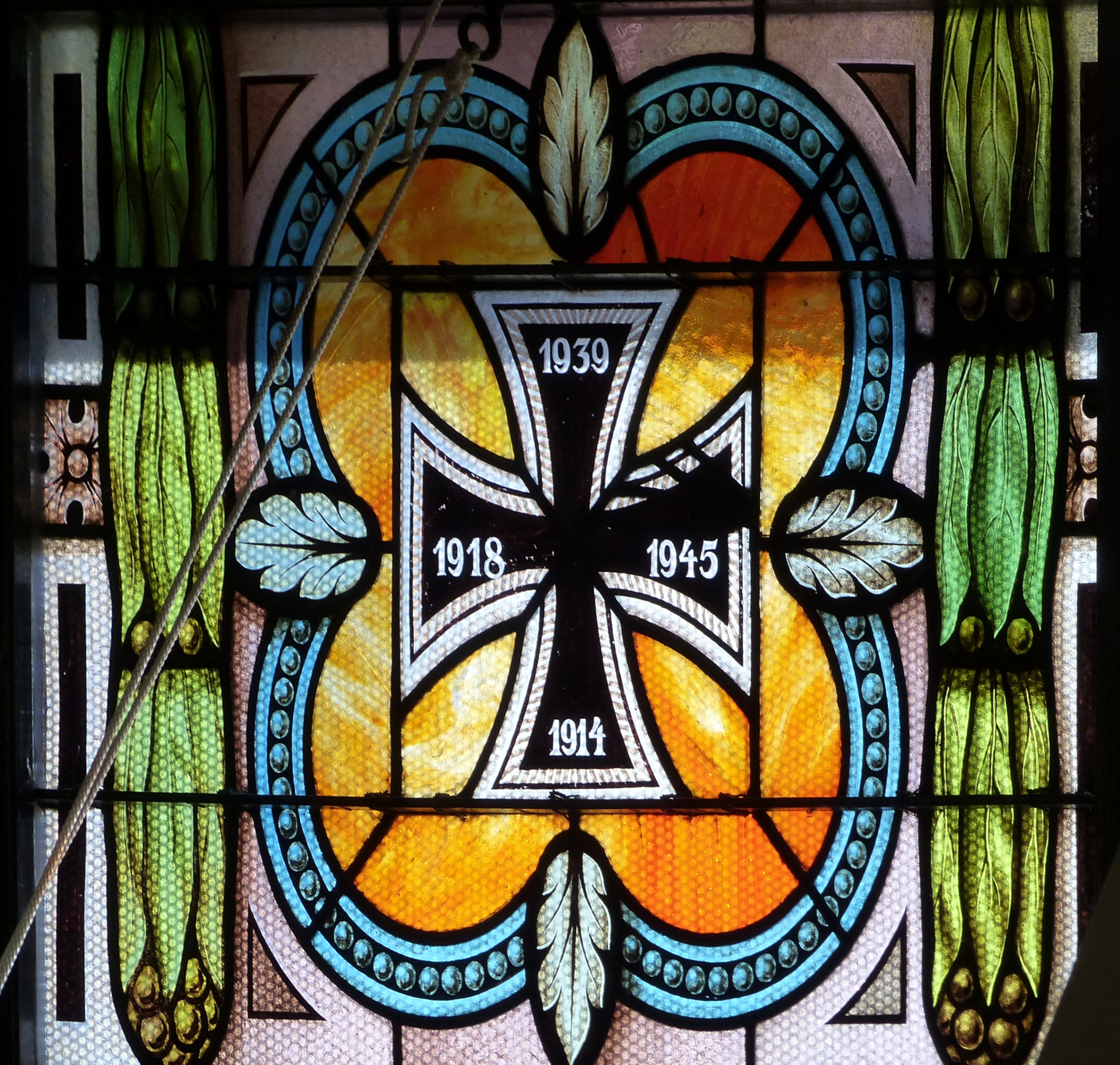
Pfarrkirche Gumpoldskirchen
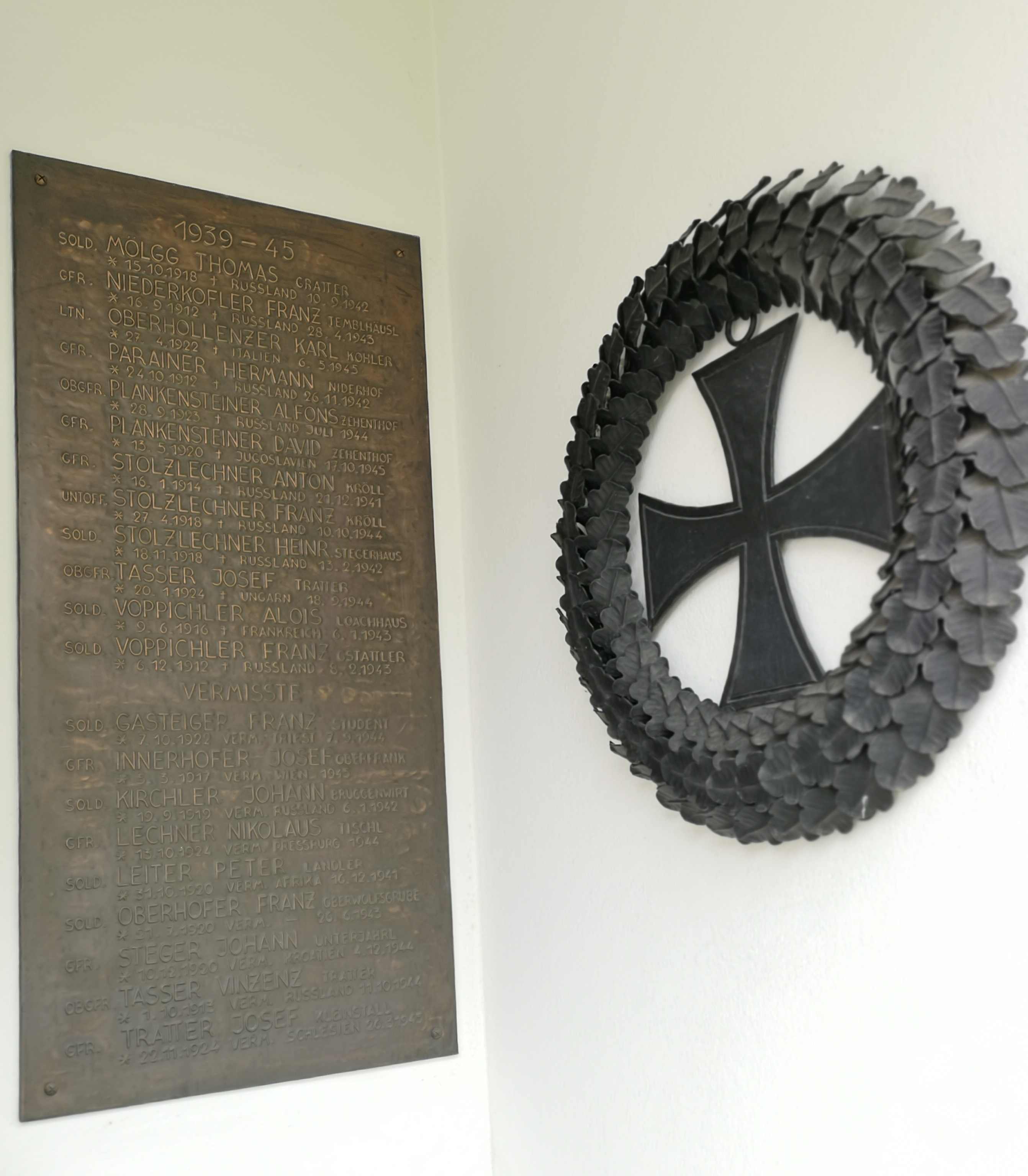
Kriegergedenkstätte in St. Johann in Ahrn